# Malena Ernman
Malena Ernman (4. studenog 1970., Uppsala, Uppland, Švedska) je švedska operna pjevačica (mezzosopran). Vrlo je poznata pjevačica, te je pjevala mnoge svjetski poznate opere i operete. Jedna je od najtraženijih švedskih pjevačica. Predstavljala je Švedsku na Euroviziji 2009. s pjesmom La voix. Članica je švedske glazbene akademije.

## Biografija

### Rani život
Djetinjstvo i školske dane provela je u Sandvikenu, malom gradiću u Švedskoj. Pohađala je švedsku glazbenu akademiju, glazbeni konzervatorij u Orleansu, Francuska i švedsku školu opere.

### Opere
Pjevala je Cherubino u operi Figarov pir (Staatsoper Berlin / Daniel Barenboim), Rosinu u Seviljskom brijaču (Staatsoper Berlin, Opera Stockholm, Finska nacionalna Opera), naslovnu ulogu Carmen (Opera Stockholm) i Zerlinu u Don Giovanniju (Staatsoper Berlin / Barenboim). 
Radila je s Renéom Jacobsom u Berlinu, Bruxellesu, Innsbrucku, Beču i Parizu kao Nerone u Agripini, Robertova Griselda u Scarlatti, Diana u Cavallinoj La Calisto i Nerone u L'incoronazione di Poppea. Pjevala je Sesto u Händelovoj Giulio Cesare na Drottningholm Festivalu 2001., te je pjevala na Festivalu pjevača Glyndebourne Nancy u Albert Herringu (ljeto 2002.). Pjevala je Orlovsku u opereti Johanna Straussa Šišmiš (ljeto 2003).
Tijekom 2003. i 2004. pjevala je Donnu Elviru u Don Giovanniju (La Monnaie u Bruxellesu). Tijekom proljeća i ljeta 2005., izvodila je više uloga u Boesmansovoj Julii at La Monnaie. 2006. je debitirala na Salzburg Festivalu kao Annio u La clemenzi di Tito. 2007. je pjevala u Sestu Giulio Cesare s René Jacobso u Beču i Nerone u L'incoronazionei di Poppea u Amsterdamu. 2008. je pjevala Angelinu u La Cenerentoli (Švedska Opera).

### Melodienfestivalen 2009. i Eurovizija
28. studenog 2008. je ušla na Melodienfestivalen s pjesmom La Voix koju je napisao Fredrik Kempe. 28. veljače 2009. je u 4. polufinalu prošla u finale s 48 415 glasova u prvoj rundi i 102 708 glasova u drugoj rundi. U finalu je pobijedila i prošla na Euroviziju. U prvom polufinalu 12. svibnja je završila 4. s 105 bodova, te je prošla u finale. U finalu je završila 21. s 33 boda.

## Diskografija
- My Love (BIS)
- Cabaret Songs (BIS)
- Songs in Season (Nytorp Musik)
- Nachtgesänge (Col legno)
- The High Mass (Deutsche Grammophone)